# Mark Neeleman
Mark Jacobus Louis Neeleman (Bagdad, Irak, 16 de abril de 1959) es un deportista neerlandés que compitió en vela en las clases Laser, Finn y Star.
Ganó dos medallas de bronce en el Campeonato Mundial de Finn, en los años 1979 y 1983, y una medalla de plata en el Campeonato Europeo de Finn de 1982. Además, obtuvo una medalla de bronce en el Campeonato Mundial de Laser de 1977 y dos medallas en el Campeonato Europeo de Star, plata en 2003 y bronce en 2004.
Participó en cinco Juegos Olímpicos de Verano, entre los años 1980 y 2004, ocupando el octavo lugar en Moscú 1980 (Finn), el cuarto en Barcelona 1992 (Star) y el sexto en Sídney 2000 (Star).

## Palmarés internacional
| Campeonato Mundial | Campeonato Mundial | Campeonato Mundial | Campeonato Mundial |
| Año                | Lugar              | Medalla            | Clase              |
| ------------------ | ------------------ | ------------------ | ------------------ |
| 1977               | Cabo Frío (Brasil) | Medalla de bronce  | Laser              |

| Campeonato Mundial | Campeonato Mundial         | Campeonato Mundial | Campeonato Mundial |
| Año                | Lugar                      | Medalla            | Clase              |
| ------------------ | -------------------------- | ------------------ | ------------------ |
| 1979               | Weymouth (Reino Unido)     | Medalla de bronce  | Finn               |
| 1983               | Milwaukee (Estados Unidos) | Medalla de bronce  | Finn               |
| Campeonato Europeo |                            |                    |                    |
| Año                | Lugar                      | Medalla            | Clase              |
| 1982               | El Masnou (España)         | Medalla de plata   | Finn               |

| Campeonato Europeo | Campeonato Europeo | Campeonato Europeo | Campeonato Europeo |
| Año                | Lugar              | Medalla            | Clase              |
| ------------------ | ------------------ | ------------------ | ------------------ |
| 2003               | Cascaes (Portugal) | Medalla de plata   | Star               |
| 2004               | La Escala (España) | Medalla de bronce  | Star               |